# A Tribe Called Red
A Tribe Called Red est un groupe canadien de musique électronique, originaire d'Ottawa dans la province de l'Ontario. Actif depuis 2010, il est composé de DJ NDN alias Ian Campeau, 2oolman alias Tim Hill et Ehren Thomas alias Bear Witness.

## Biographie
A Tribe Called Red naît en 2010 de la rencontre entre Dj Shub, champion canadien de DMC, Bear Whitness et Dj NDN, djs organisateurs des soirées Electric Pow Wow depuis 2008 au Canada et tous les trois d'origine autochtone (Dj Shub est Mohawk, Bear Whitness est Cayuga et Dj NDN est issu de la Première Nation du lac Nipissing). Le groupe sort son premier album en 2012 intitulé de manière éponyme A Tribe Called Red. L'album est distribué sans label et disponible en téléchargement gratuit sur le site officiel du groupe. Bien reçu par la critique, l'album est pré-sélectionné au Prix de musique Polaris la même année. Nation II Nation sort en 2013 et est à nouveau nommé au Prix Polaris et est cette fois-ci retenu dans la liste finale. Après s'être produit sur le sol canadien et américain, le groupe a entamé une tournée les amenant à jouer en Angleterre, en France ou au Mexique en 2013.
En 2014, le groupe remporte le prix Juno du nouveau groupe de l'année (en). DJ Shub quitte le groupe et est remplacé par Tim Hill, alias "2oolman".
En septembre 2016, l'album We Are the Halluci Nation est lancé. Le titre de l'album, de même que les paroles de la chanson d'introduction, sont tirés des écrits de l'activiste et poète John Trudell. Plusieurs artistes ont collaboré à l'album, comme Tanya Tagaq, Yasiin Bey, Saul Williams ainsi que les Black Bear, entre autres.
Lors de la cérémonie des prix Juno 2017, le groupe remporte le prix Jack Richardson du producteur de l'année (en) et deux nominations. Le clip du single R.E.D. est récompensé par le prix du vidéoclip de l'année aux MuchMusic Video Awards.

## Style musical et influences
La musique de A Tribe Called Red est un mélange entre la musique amérindienne traditionnelle et la musique électronique. Nommé Electric Pow Wow ou Powwow-step par les membres du groupe, ce croisement musical mêle des sonorités issues du dubstep, du rap, du reggae et du hip-hop aux chants traditionnels autochtones mixés sur une nappe de musique électronique. Lors des lives, la musique est jouée sur des vidéos détournant la représentation habituelle des minorités des premières nations au cinéma et dans les médias dans le but d'interpeller le spectateur sur cette forme de discrimination latente.

## Discographie

### Albums
- A Tribe Called Red (2012)
- Nation II Nation (2013)
- We Are the Halluci Nation (2016)

### EPs
- Moombah Hip Moombah Hop (2011)
- Trapline (2013)
- Suplex (2015)
- Stadium Pow Wow (2016)

## Prix et distinctions notables
- Prix Juno du nouveau groupe de l'année (en) en 2014.
- Nomination au Prix Juno de l'album électronique de l’année (en) en 2014 pour Nation II Nation.
- Prix Jack Richardson du producteur de l'année (en) en 2017.
- Vidéoclip de l'année aux MuchMusic Video Awards en 2017 pour R.E.D..
- Nomination au Prix Juno de l'album électronique de l’année (en) en 2017 pour We Are the Halluci Nation.
- Nomination au Prix Juno du vidéoclip de l'année (en) en 2017 pour R.E.D..